# Víctor García Tur
Víctor García Tur (Barcelona; 1981) es un escritor y diseñador gráfico europeo. En el 2008 ganó el Premio Documenta otorgado por la Editorial Empúries y la librería Documenta de Barcelona, con Twistanschauung, una recopilación de trece relatos sobre las relaciones de pareja, el amor, los puntos rojos, etc.
En 2017 ganó el Premio Just M. Casero, otorgado por la Llibreria 22 de Gerona, con la novela corta Els romanents. En 2018 ganó el Premio Mercè Rodoreda de cuentos y narraciones con la recopilación El país dels cecs. En 2020 ganó el Premio Sant Jordi de Novela con L'aigua que vols.

## Obra narrativa
- Twistanschauung (2009, Editorial Empúries). Premi Documenta de narrativa 2008.
- Els ocells (2016, Editorial Empúries). Premi Marian Vayreda de prosa narrativa 2015.
- Els romanents (2018, Editorial Empúries). Premi de novel·la curta Just Manuel Casero 2017.
- El país dels cecs (2019, Proa). Premi Mercè Rodoreda de cuentos y narraciones 2018.
- L'aigua que vols (2021, Grup Enciclopèdia). Premio Sant Jordi de Novela 2020.